# Tall, Dark and Handsome
Tall, Dark and Handsome è un film del 1941 diretto da H. Bruce Humberstone.